# St. Johannes der Täufer (Ummendorf)

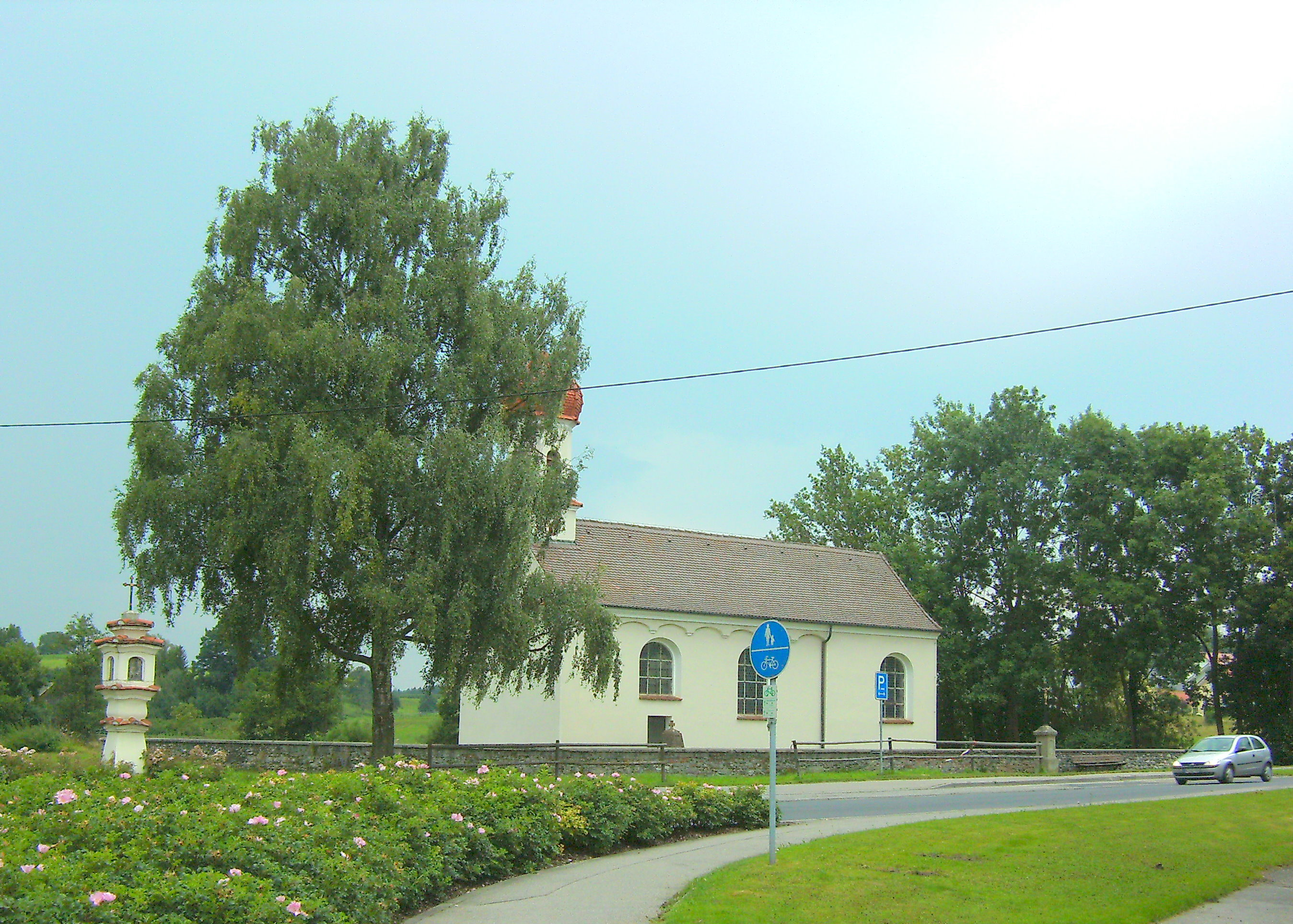
St. Johannes der Täufer in Ummendorf

Die römisch-katholische Kapelle St. Johannes der Täufer steht in Ummendorf, einer Gemeinde im Landkreis Biberach in Baden-Württemberg. Die Kirchengemeinde gehört zum Dekanat Biberach der Diözese Rottenburg-Stuttgart. Das Bauwerk ist beim Landesamt für Denkmalpflege Baden-Württemberg als Baudenkmal eingetragen.

## Beschreibung
Die Saalkirche wurde 1737 nach einem Entwurf des Baumeisters Christian Wiedemann erbaut. Sie besteht aus einem Langhaus, einem gleich breiten, dreiseitig geschlossenen Chor im Osten und einem Dachturm im Westen, auf dessen achteckigem Geschoss, das den Glockenstuhl beherbergt, eine Zwiebelhaube sitzt.
Die Fresken im Innenraum stammen von Joseph Esperlin. Das Altarretabel des Hochaltars bemalte 1737 Johann Georg Bergmüller.